# داویت مانوکیان (کشتی‌گیر)
داویت مانوکیان (به ارمنی: Դավիթ Մանուկյան؛ به اوکراینی: Давид Манукян؛ زادهٔ ۱۹ نوامبر ۱۹۶۹) یک کشتی‌گیر بازنشستهٔ ارمنستانی- اوکراینی است که در دستهٔ وزنی ۷۶ کیلوگرم کشتی فرنگی مردان رقابت می‌کرد. او نایب‌قهرمان مسابقات قهرمانی کشتی اروپا در سال ۲۰۰۰ بود که به عنوان ملی‌پوش اوکراین در المپیک ۲۰۰۰ سیدنی رقابت کرد و به مقام چهارم رسید.